# Subait Khater
Subait Khater Fayel Khamis Al-Mukhaini (arab. ‏سبيت خاطر فايل خميس المخيني‎; ur. 27 lutego 1980 w Al-Ajnie) – emiracki piłkarz występujący na pozycji pomocnika w drużynie Al-Jazira.

## Kariera piłkarska
Subait Khater jest wychowankiem klubu Al-Ain. W 2008 przeniósł się do zespołu Al-Jazira. W reprezentacji Zjednoczonych Emiratów Arabskich zadebiutował w 2000. Był powoływany na Puchar Azji w 2004 i Puchar Azji w 2011.